# Кырчанский район
Кырчанский район — административно-территориальная единица в составе Кировской области РСФСР, существовавшая в 1935—1955 годах. Административный центр — село Кырчаны.

## История
Район был образован в 1935 году из части территории Богородского, Немского и Нолинского районов.
30 сентября 1955 года район упразднен с передачей территории в Молотовский и Немский районы.

## Административное деление
В 1950 году в состав района входило 14 сельсоветов и 188 населённых пункта:
| № п/п | Сельсовет     | Кол-во НП | Население |
| ----- | ------------- | --------- | --------- |
| 1     | Архангельский | 8         | 1243      |
| 2     | Васильевский  | 19        | 1305      |
| 3     | Городищенский | 4         | 964       |
| 4     | Жарковский    | 9         | 738       |
| 5     | Желваковский  | 9         | 808       |
| 6     | Ильинский     | 18        | 1905      |
| 7     | Карачевский   | 13        | 758       |
| 8     | Козловский    | 19        | 1244      |
| 9     | Кырчанский    | 16        | 2432      |
| 10    | Лужбинский    | 19        | 1558      |
| 11    | Рудаковский   | 12        | 1068      |
| 12    | Соколовский   | 11        | 898       |
| 13    | Чигиренский   | 23        | 1369      |
| 14    | Юшковский     | 8         | 772       |